# Mieczysław Wojczak
Mieczysław Jan Wojczak (Chorzów, 23 de janeiro de 1951) é um ex-handebolista profissional polaco, medalhista olímpico.
Mieczysław Jan Wojczak fez parte do elenco medalhista de bronze das Olimpíadas de Montreal, em 1976. Ele jogou uma partida como goleiro.